# 羅伯斯魯斯特 (亞利桑那州)
羅伯斯魯斯特（英語：Robbers Roost）是位於美國亞利桑那州可可尼諾縣的一個非建制地區。該地的面積和人口皆未知。

## 地理
羅伯斯魯斯特的座標為35°39′38″N 113°09′11″W / 35.66056°N 113.15306°W，而該地的平均海拔高度為1847米（即6060英尺）。